# Distretto di Padre Abad
Il distretto di Padre Abad è un distretto del Perù nella provincia omonima (regione di Ucayali) con 25.633 abitanti al censimento 2007.
È stato istituito il 13 novembre 1961.